# 소포니스바
소포니스바(Sofonisba)는 제2차 포에니 전쟁 때 에스파냐, 누미디아 등지에서 활동한 카르타고의 장군인 하스드루발 기스코의 딸이다. 절세미인으로 알려져 있다.
원래 누미디아의 왕족인 마시니사의 약혼녀였지만, 카르타고 본국이 누미디아를 끌어들이기 위해 다른 왕족인 시팍스(곧 누미디아의 왕좌에 오름)에게 그녀를 시집보냈다. 이후 에스파냐에서 건너온 스키피오 아프리카누스와 누미디아의 왕위에서 밀려난 마시니사에 의해 기스코와 시팍스의 연합군이 대패하자 소포니스바는 원래 약혼자인 마시니사와 결혼한다. 그러나 불행하게도 얼마 안 가 스키피오에게서 압력을 받은 마시니사가 보낸 독약을 먹고 스스로 자결한다.